# Erjon Mustafaj
Erjon Mustafaj (Peqin, 29 gennaio 1989) è un calciatore albanese, attaccante del Shkumbini.